# Karl August Döring
Karl August Döring (* 22. Januar 1783 in Markt Alvensleben; † 17. Januar 1844 in Elberfeld) war ein evangelischer Theologe und Kirchenlieddichter.

## Leben

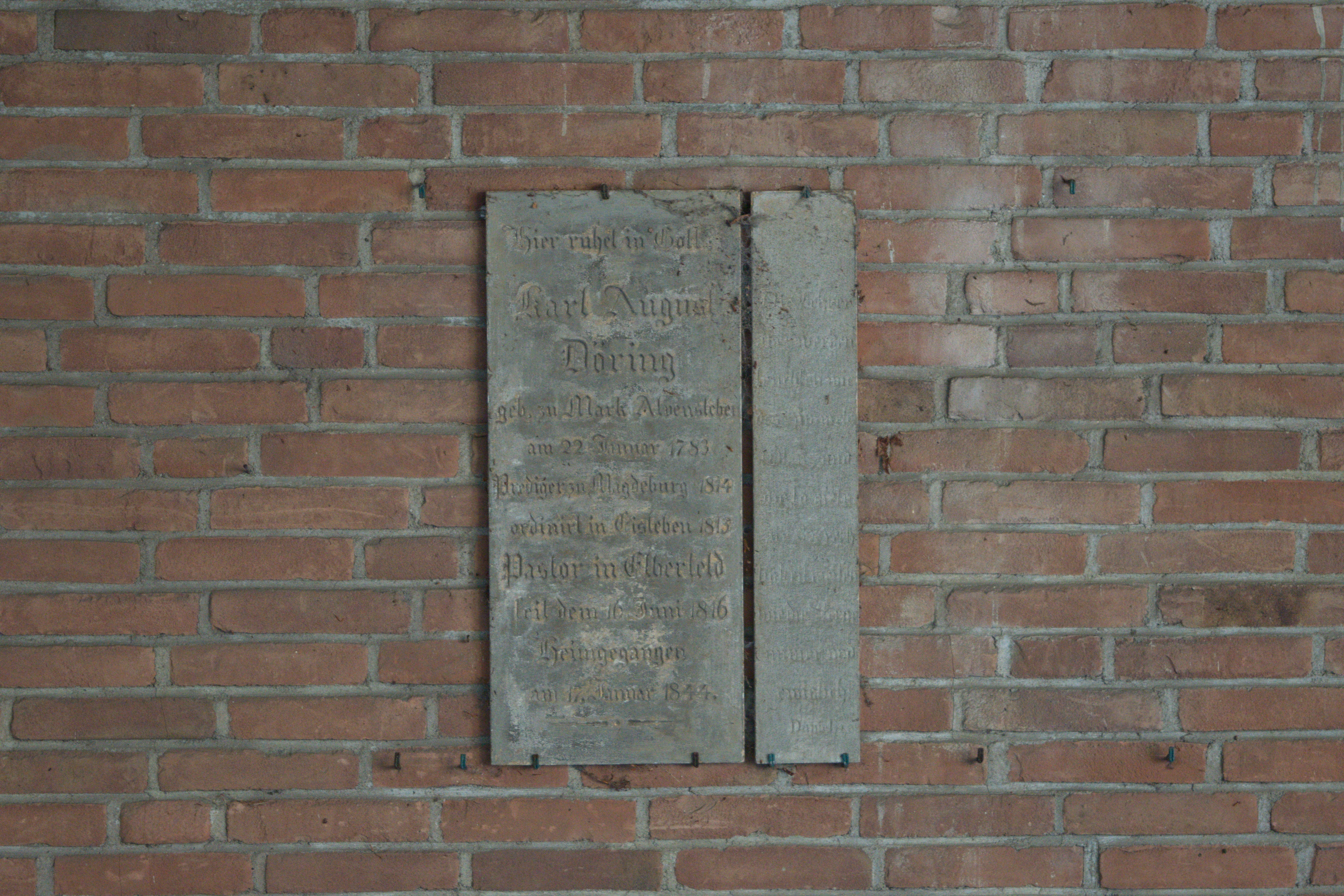
Grabstein Karl August Döring

Der Sohn eines Oberförsters besuchte zunächst die Dorfschule, ab dem 13. Lebensjahr die Bürgerschule in Magdeburg. Er studierte von 1801 bis 1804 an der Universität Halle Theologie, 1816 erhielt er die Berufung als Pfarrer nach Elberfeld. Er war Begründer der ersten Jünglingsvereine. Aus seiner Feder stammen über 1000 Kirchenlieder, darunter Komm, o Herr, komm bald, du treuer!.
Er war verheiratet mit Karoline Wilhelmine Henriette, einer Tochter des lutherischen Geistlichen August Ernst Rauschenbusch. Einer seiner Söhne war der Philosoph August Döring.
Döring verwendete auch das Pseudonym Theomil.
Er gründete den Verein Christlichen Vereins im nördlichen Deutschland, der christliche Schriften herausgeben sollte. Seine Schriften wurden u. a. ins Französische übersetzt und fanden in ganz Deutschland Verbreitung, wo sie in Krankenhäusern und Kasernen verteilt wurden.

## Werke
- Denkverse und Epigramme. Schönian, Elberfeld 1830 (Digitalisat der Universitäts- und Landesbibliothek Düsseldorf)
- Das Jubelfest der Huldigung Rheinpreussens … : gefeiert in Elberfeld am 31. Mai 1840. Hassel, Elberfeld 1840 (Digitalisierte Ausgabe der Universitäts- und Landesbibliothek Düsseldorf)
- Huldigungs-Reise eines Rheinländers in den Octobertagen des Jahres 1840 : Wahrheit und Dichtung. Magdeburg 1841 (Digitalisierte Ausgabe der Universitätsbibliothek Paderborn)